# Leptodiaptomus coloradensis
Leptodiaptomus coloradensis är en kräftdjursart som först beskrevs av Marsh 1911.  Leptodiaptomus coloradensis ingår i släktet Leptodiaptomus och familjen Diaptomidae. Inga underarter finns listade i Catalogue of Life.